# Kitajima, Tokushima
Kitajima (japanska: 北島町?, Kitajima-chō) är en landskommun (köping) i Tokushima prefektur i Japan. 
Kommunen är en förort till Tokushima.